# Alphonse Roggo
Pour les articles homonymes, voir Roggo.
Alphonse Roggo, en allemand Alfons Roggo, né le 8 juin ou le 8 juillet 1898,, à Guin (originaire du même lieu et de Fribourg) et mort le 29 juin 1980 à Tavel, est une personnalité politique suisse, membre du Parti démocrate-chrétien.

## Biographie
Il est préfet du district de la Singine de 1951 à 1956, conseiller d'État du canton de Fribourg de 1956 à 1966, à la tête de la Direction de la santé publique, de la police et des affaires sociales, et conseiller aux États de 1960 à 1968. Il est le premier représentant suisse alémanique du canton de Fribourg à la Chambre haute du Parlement.